# Nattödlor
Nattödlor (Xantusiidae) är en familj i ordningen fjällbärande kräldjur (Squamata).
Arterna förekommer främst i klippiga och torra områden i ett utbredningsområde som sträcker sig från sydvästra USA över Centralamerika. De finns även på Kuba. Familjen utgörs av cirka 18 arter som är fördelade på tre släkten. De gömmer sig på dagen i bergssprickor eller under stenar och kommer vid skymningen fram för att leta efter föda. Födan utgörs främst av insekter och spindeldjur. Nattödlor når en kroppslängd upp till 15 centimeter (med svans).
Kännetecknande för familjen är orörliga ögonlock. Liksom hos geckoödlor ger de intryck av glasögon. Det nedre ögonlocket har ett genomskinligt skikt. Vid ljus är pupillerna smal som ett streck. De lägger inga ägg utan föder levande ungar (vivipar). Vissa arter har ett organ som påminner om däggdjurens livmoder.
Med undantag av arter som lever på öar framför Kaliforniens södra kustlinje blir familjens medlemmar inte längre än 10 cm (huvud och bål). Nattödlor är inte bara aktiva under natten utan även på dagen, under skymningen eller under gryningen. Däremot syns de sällan på öppna platser. Nattödlor kravlar genom lövskiktet eller de vistas i bergssprickor samt på marken gömd under den täta växtligheten. Lepidophyma smithii äter förutom ryggradslösa djur några fikon.
Hos Cricosaura typica finns extremiteterna bara rudimentär och den rör sig som en orm.

## Systematik
Xantusiidae
- Underfamilj Cricosaurinae
  - Cricosaura
    - Cricosaura typica Gundlach & Peters, 1863
- Underfamilj Xantusiinae
  - Lepidophyma
    - Lepidophyma chicoasensis Alvarez & Valentin 1988
    - Lepidophyma dontomasi Smith 1942
    - Lepidophyma flavimaculatum DumÉril 1851
    - Lepidophyma gaigeae Mosauer 1936
    - Lepidophyma lineri Smith 1973
    - Lepidophyma lipetzi Smith & Del Toro 1977
    - Lepidophyma lowei Bezy & Camarillo 1997
    - Lepidophyma mayae Bezy 1973
    - Lepidophyma micropholis Walker 1955
    - Lepidophyma occulor Smith 1942
    - Lepidophyma pajapanensis Werler 1957
    - Lepidophyma radula Smith 1942
    - Lepidophyma reticulatum Taylor 1955
    - Lepidophyma smithii Bocourt 1876
    - Lepidophyma sylvaticum Taylor 1939
    - Lepidophyma tarascae Bezy, Webb & Álvarez 1982
    - Lepidophyma tuxtlae Werler & Shannon 1957

  - Xantusia
    - Xantusia bezyi Papenfuss Macey & Schulte 2001
    - Xantusia bolsonae Webb 1970
    - Xantusia henshawi Stejneger 1893
    - Xantusia riversiana Cope 1883
    - Xantusia sanchezi Bezy & Flores-villela 1999
    - Xantusia vigilis Baird 1859